# Schloss Genshagen

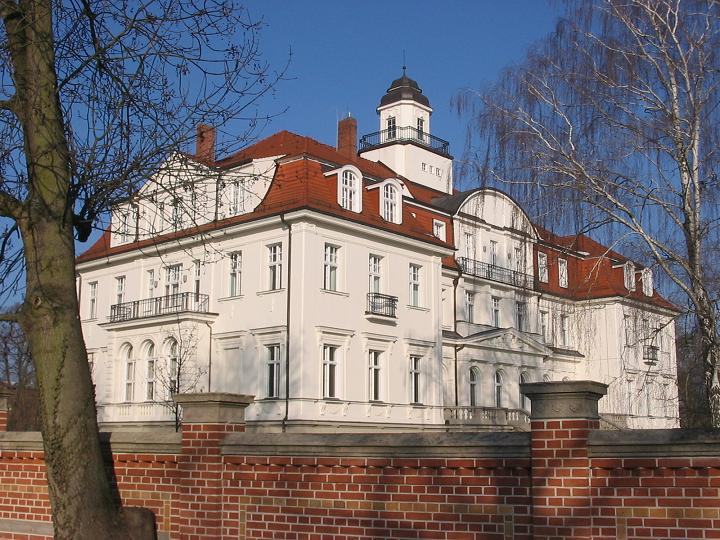
Schloss Genshagen im Januar 2006

Das Schloss Genshagen ist ein 1878–1880 errichtetes Herrenhaus im gleichnamigen ehemaligen Gutsdorf Genshagen, einem Ortsteil von Ludwigsfelde im brandenburgischen Landkreis Teltow-Fläming. Es liegt südwestlich von Berlin.

## Geschichte

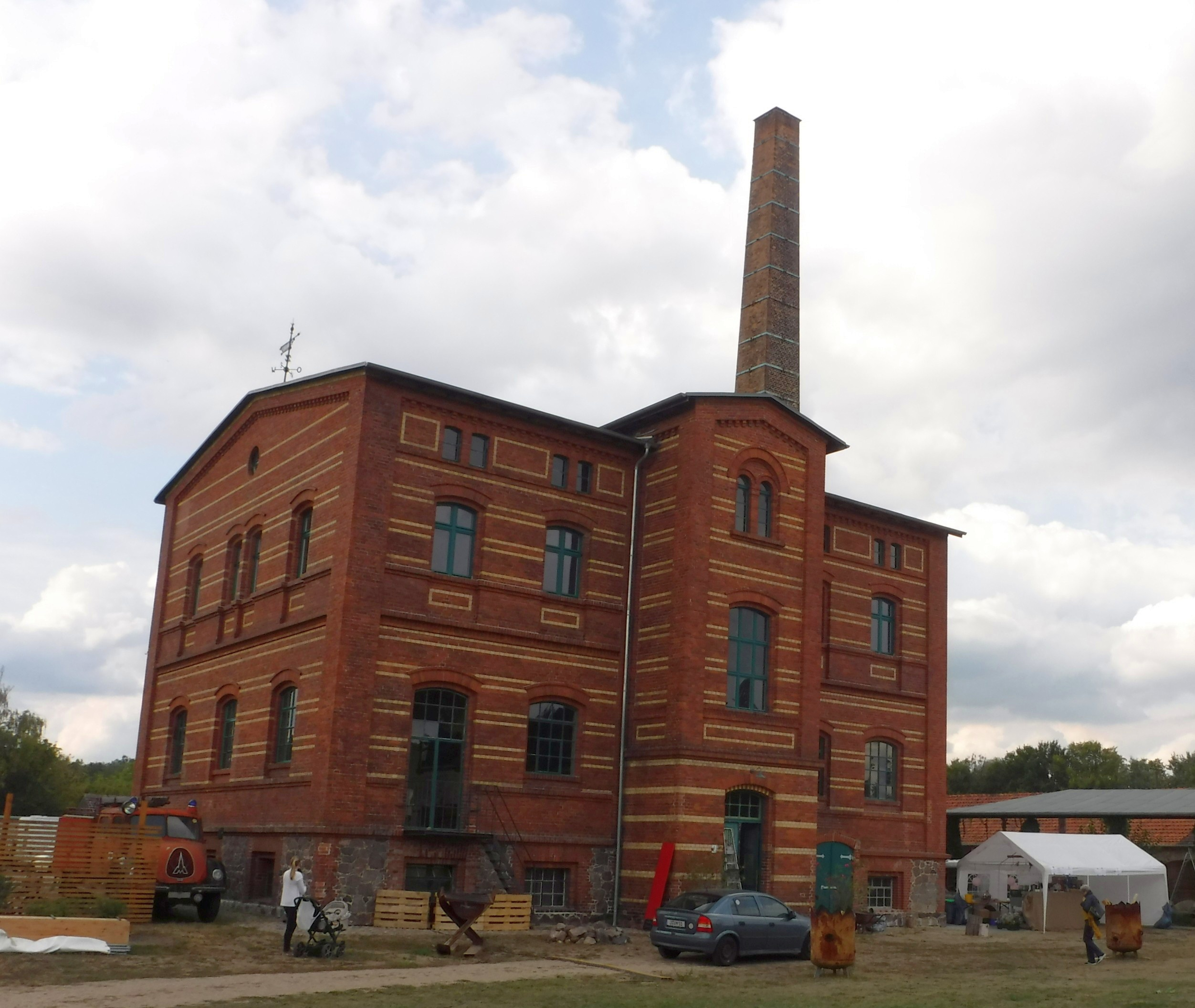
Brennerei von 1888

Genshagen wurde 1289 erstmals urkundlich erwähnt und wurde vor dem 15. Jahrhundert geteilt. Der größere Teil kam in den Besitz derer von Otterstedt, ein deutlich kleinerer Teil an die Familie von Zicker. Vor 1655 erwarb die adlige Familie von Hake den Otterstedtschen Anteil. Der Zickersche Anteil gelangte 1677 an Friedrich August von Thümen. Im Jahr 1700 entstand im ehemals Otterstedtschen Anteil ein Gutshaus, als Lewin Friedrich von Hake eine Maria Dorothea, geborene Schaefferin, heiratete. Wilhelm von Hake hielt das Gut über die Befreiungskriege hinweg. Von 1791 bis 1819 diente das Genshagener Gutshaus als Landratsamt des Kreises Teltow. Sein Sohn, Ludwig von Hake, verkaufte es im Jahr 1838 für 130.000 Reichstaler an den königlich preußischen Geheimen Justizrat Karl Ferdinand Schulz. Dieser beauftragte Anton Gebauer über viele Jahrzehnte mit der Verwaltung.
Das zum mittlerweile schuldenfreien Gut gehörige Herrenhaus überließ Vater Karl Ferdinand im September 1854 seiner Tochter Friederike Pauline von Eberstein als Hochzeitsgeschenk anlässlich ihrer Hochzeit mit Max Freiherr von Eberstein, einem Sekondeleutnant im Kaiser Franz Grenadier-Regiment. In ihrem Auftrag entstand in den Jahren 1878–1880 unter der Leitung des Berliner Bauinspektors Lindemann ein neues Gutshaus, das nach dem Umbau in den 1910er Jahren vornehmlich als Schloss bezeichnet wurde. Es entstand ein eingeschossiger, dreizehnachsiger Putzbau im Stil der Neorenaissance auf einem hohen Sockel mit Bossenwerk. Hiltrud und Carsten Preuß beschreiben in ihren Ausführungen in Die Guts- und Herrenhäuser im Landkreis Teltow-Fläming einen symmetrischen Fassadenaufbau mit einem „dekorativen Fassadenschmuck“. Mittig war an der Hofseite eine Freitreppe angeordnet, die sich über drei Achsen Breite zog. Besucher gelangten über sie in einen Portikus, der einen Dreiecksgiebel mit den Wappen derer von Eberstein trug. Zur Parkseite führte eine weitere Freitreppe in den Park. Im Mansarddach befanden sich an der Hofseite zehn Dachgauben, die oberhalb der Fensterachsen des Erdgeschosses angeordnet waren. Nach dem Einzug derer von Eberstein nutzte der Verwalter das alte Gutshaus als Wohn- und Verwalterhaus. 1888 entstand eine Brennerei.
Um 1910 begann eine zweite Bauphase, in der das Gebäude im neobarocken Stil umgebaut wurde. Das Bauwerk wurde um ein Geschoss erhöht, das Mansarddach seitlich abgewalmt. Mittig erhebt sich seit diesem Umbau ein zweigeschossiger, quadratischer Turm. Die Dachgauben im unteren Dachgeschoss blieben erhalten, während im oberen, neuen Dachgeschoss Fledermausgauben eingebaut wurden. Hofseitig entstand auf dem Dach der Vorhalle ein Söller. Sowohl an der Hof- wie auch an der Gartenseite entstand ein Mittelrisalit, der durch Pilaster gegliedert wurde und auf den ein Balkon mit einem schmiedeeisernen Gitter gesetzt wurde. Im Innenraum entstanden reich verzierte Decken und ein großzügiger Kamin. Das Bauwerk wird im Dehio-Handbuch als „prächtig“ beschrieben. Bauherr war Leberecht Freiherr von Eberstein (* 1869) und seine Frau Sophie, geborene von Boetticher. Der Sohn Max (* 1894) war zunächst zeitgleich auf dem Berliner Friedrich Wilhelm-Gymnasium, machte zunächst standesgemäß sein Abitur auf der Brandenburger Ritterakademie und studierte dann in Grenoble. Max von Eberstein wurde Offizier, lernte Landwirtschaft und später Banker bei der Dresdner Bank in Berlin, Wohnort blieb Schloss Genshagen. Im wohl größten Gutsbezirk des Kreises Teltow lebten 337 Personen, dazu gehörte sogar die Gastwirtschaft O. Pasche, im Dorf nur 85 Personen.
Nach dem Zweiten Weltkrieg wurde die nach Schleswig-Holstein geflüchtete Familie von Eberstein enteignet. Das Schloss diente zunächst Flüchtlingen und Vertriebenen als Unterkunft und ab 1948 dem Ministerium für Land- und Forstwirtschaft der DDR als Verwaltungsschule. 1958 kam es in der Brennerei zu einem Brand; das Gebäude wurde durch das VEG wiederhergestellt und teilweise umgebaut. 1968 ließ die VEG das alte und mittlerweile baufällig gewordene Gutshaus umbauen und in die Wirtschaftsgebäude integrieren. Von 1973 bis 1991 nutze die Abteilung Weiterbildung des Wissenschaftlichen-Technischen Zentrums Edwin Hoernle der Land- und Nahrungsgüterwirtschaft des Rates des Bezirks Potsdam das Gebäude. Nachdem der Hauptsitz des WTZ im Jahr 1973 nach Potsdam verlegt worden war, verblieben im Schloss die Abteilung Futtermittelprüfung mit einem Labor sowie die Abteilung Weiterbildung mit einer Bibliothek. 1983 erhielt das Bauwerk eine neue Dacheindeckung, ebenso der Turm.
Nach der Wende ging das Schloss in den Besitz des Landes über. 1993 schloss die Brennerei, die bis zu dieser Zeit von den Berliner Stadtgütern betrieben worden war. Bis 1996 nutzte die Landesakademie für Struktur und Arbeit der damaligen brandenburgischen Sozialministerin Regine Hildebrandt das Schloss als Fortbildungsakademie. Zeitgleich kam 1993 das Berlin-Brandenburgische Institut (BBi) für deutsch-französische Zusammenarbeit in Europa e. V. als Untermieter hinzu. 1995 erfolgten erste Sanierungsarbeiten. 1996 erhielt das BBi ein Erbbaurecht für 60 Jahre am Schloss. Der Verein begann daraufhin mit umfangreichen Sanierungsarbeiten, die unter der Leitung des Berliner Architekten Claus Kampmann unter anderem einen Umbau zu einem Tagungshotel mit 21 Gästezimmern vorsah. Das Gärtnerhaus wurde zu einem Jugendhaus umgebaut. 2004 wurden die Arbeiten abgeschlossen und im Folgejahr wandelte sich der Verein zur Stiftung Genshagen um.

## Nutzung im 21. Jahrhundert

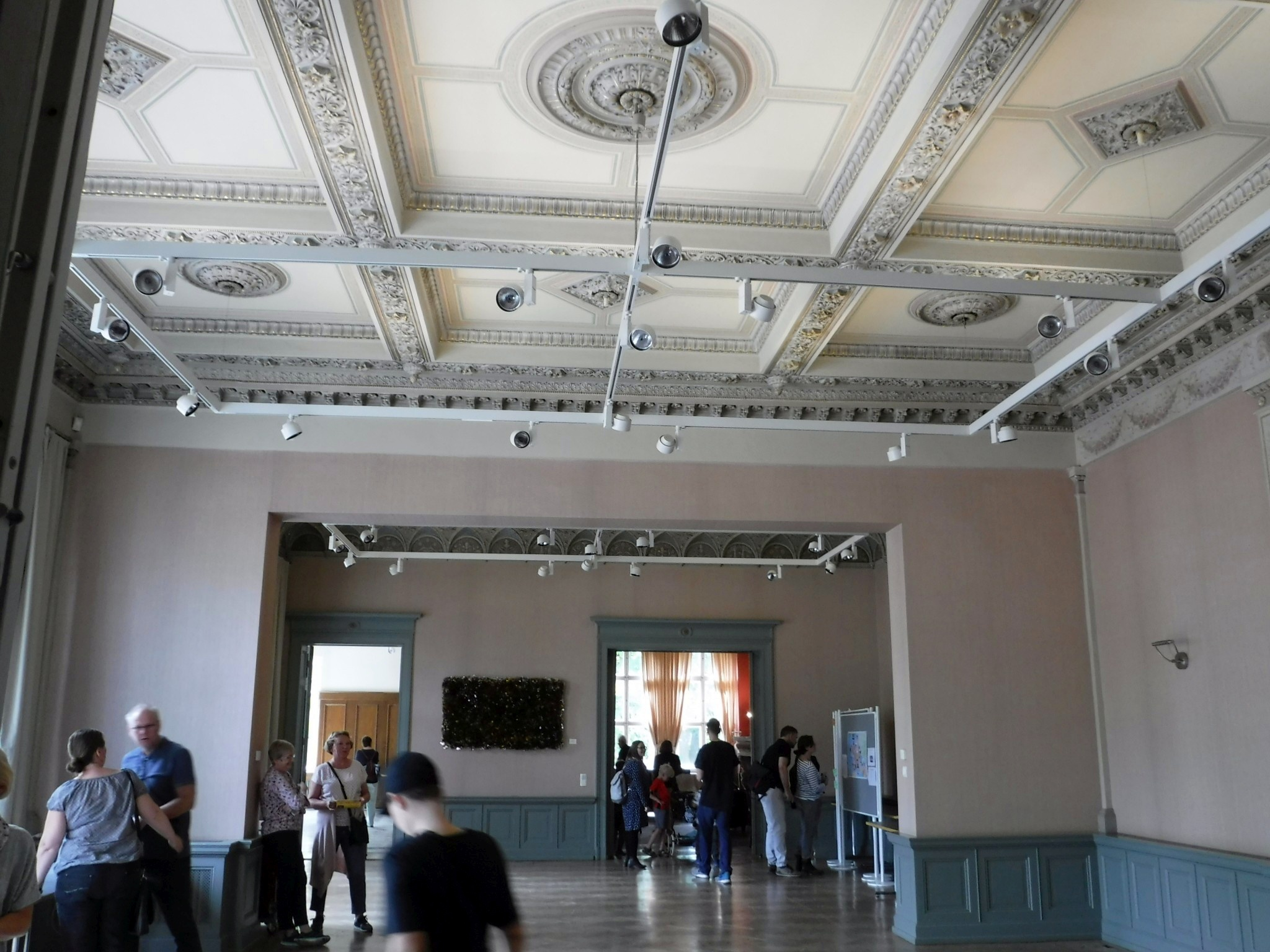
Gartensaal 2019

Schloss Genshagen gehört seit 2005 der Stiftung Genshagen – Berlin-Brandenburgisches Institut für Deutsch-Französische Zusammenarbeit in Europa, die von der Bundesrepublik Deutschland und dem Land Brandenburg finanziert wird. Die aus dem BBi hervorgegangene Stiftung Genshagen veranstaltet im Schloss das ganze Jahr über eine Reihe von Tagungen und sonstigen Veranstaltungen, auch das Weimarer Dreieck ist hier regelmäßig zu Gast. Neben der Stiftung nutzen auch das Land Brandenburg und die Bundesregierung das repräsentative Bauwerk mit seinen 7,5 ha großen Parkanlagen im Rahmen von Staatsbesuchen und zu politischen Arbeitstreffen. So trafen sich hier im Februar 2004 der damalige Bundeskanzler Gerhard Schröder und der französische Staatspräsident Jacques Chirac. Im Januar 2006 fand hier die erste Klausurtagung der Regierungskoalition unter Bundeskanzlerin Angela Merkel statt.
Das Institut und die heutige Stiftung gehen nicht alleine auf Initiativen aus der Politik zurück, Unterstützung kam von Anfang an von deutschen und französischen Unternehmen, Stiftungen und Einzelpersonen. Mit dem Genshagener Institut untrennbar verbunden sind die Namen von Brigitte Sauzay und Rudolf von Thadden.
Am 16. Juli 2025 trafen sich auf Schloss Genshagen Lars Klingbeil und Éric Lombard zur deutsch-französischen Klausur.

## Landschaftspark

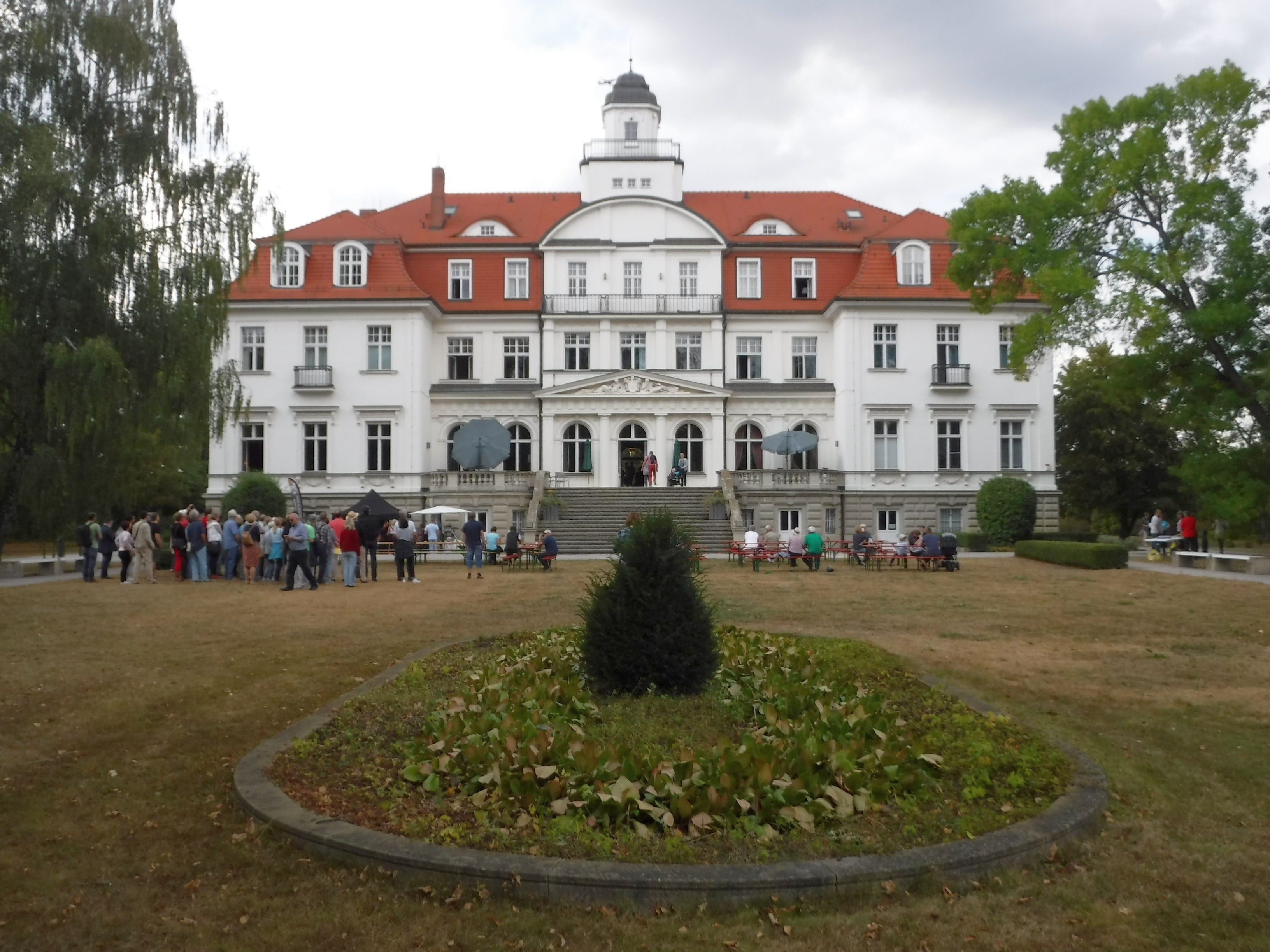
Blick vom Park auf das Schloss 2019

In der zweiten Hälfte des 19. Jahrhunderts entstand ein rund 7,5 Hektar großer Park mit einem grabenähnlichen Wasserlauf sowie modellierten Hügeln. Nach dem Umbau des Gebäudes in den 1910er Jahren wurde auch der Garten verändert und erhielt ein Parterre. Aus einer Mitteilung der Deutschen Dendrologischen Gesellschaft unter Leitung des Gutsnachbarn Fritz Graf von Schwerin-Wendisch Wilmersdorf aus dem Jahr 1922 ist bekannt, dass Sophie Freifrau von Eberstein eine breite Sammlung von Gehölzen anlegen ließ. Hiltrud und Carsten Preuß schließen daraus, dass „in den 1920er Jahren eine außerordentliche, farbige Pflanzung vorhanden war“. Der Park wurde durch eine Gärtnerei mit Gewächshäusern sowie ein Palmenhaus ergänzt. Nach 1992 begannen auch im Park umfangreiche Arbeiten. Unter der Leitung des Belziger Landschaftsarchitekten Gunnar Lange wurden zunächst die schlossnahen Bereiche neu gestaltet. Er orientierte sich dabei an den historischen Vorlagen, während in den übrigen Bereichen eine moderne Gestaltung erfolgte.